# Old Ornbaun Hot Springs
Old Ornbaun Hot Springs – obszar niemunicypalny w hrabstwie Mendocino, w Kalifornii (Stany Zjednoczone), na wysokości 374 m.